# Kalundborg Radiofonistation
Kalundborg Radiofonistation var Danmarks Radios  landsdækkende radiosendere for lang- og mellembølge på halvøen Gisseløre ved Kalundborg, og var i brug fra 27. august 1927 til lukningen d. 31. december 2023. stationen har foruden hovedsenderne også  lokale hjælpesendere og en landsdækkende reservesender, der kan arbejde på både lang- og mellembølge.

## Historie
Kalundborg Radiofonistation blev indviet den 27. august 1927 for at give landsdækning af Statsradiofoniens program. Stationen blev den 1. oktober 1951 udvidet med en mellembølgesender, der sendte P2. Senest har stationen fået lokale hjælpesendere til udbygningen af DAB og tv.
Kalundborg Radiofonistation ophørte med at sende den 31 december 2023
Langbølgesendefrekvenser:
- fra den 29. august 1927 til den 15. januar 1934 sendes på 260 kHz. Benævnt i datiden 260 kcps.[2]
- fra den 15. januar 1934 til den 2. april 1936 sendes på 238 kHz, benævnt i datiden 238 kcps
- fra den 2. april 1936 til den 15. marts 1950 sendes på 240,5 kHz, benævnt i datiden 240,5 kcps
- fra den 15. marts 1950 til den 15. november 1982 sendes på 245 kHz, benævnt i datiden indtil 1960: 245 kcps
- fra den 15. november 1982 til februar 2007 sendes på 243 kHz (DR P6 stopper på langbølge)
- fra februar 2007 til 16. juni 2011 sendes på 243 kHz (DRM-test)
- AM-sending genoptages: fra 16. juni 2011 til den 31. december 2023 sendes på 243 kHz [3]

Mellembølgefrekvenser:
- 1.061 kHz (283 meter) (1. oktober 1951 - 21. marts 1982)
- 1.062 kHz (282 meter) (21. marts 1982 - sending ophørt 16. eller 27. juni 2011)

## Danmarks Radio København-Kalundborg
Udsendelserne fra Kalundborg Radiofonistation sluttede før i tiden ved midnat, og der blev udsendt et pausesignal med melodien "Drømte mig en drøm i nat".
Indtil den 15. februar 2007 Kl. 00:05 sendtes langbølgeprogrammet (fælles med P1) analogt i langbølgebåndet på 243 kHz (1234 meter) med 300 kW, herefter slukkede langbølgesenderen. Herefter sendtes der frem til 16. juni 2011 alene analogt i mellembølgebåndet på 1.062 kHz (282 meter) med 250 kW, og fra 3. oktober 2008 digitalt som forsøg med pausesignal på 243 kHz langbølge med 0,2 kW . I perioden 16.-31. oktober 2009 var de analoge udsendelser dog lagt tilbage på langbølge 243 kHz (bortset fra tidsrummet 08.30-09.07), idet mellembølgesenderen forsinkede Kalundborg Havns indskibning af en vindmøllepark, hvis tårnhøjde var i resonans med sendefrekvensen på 1.062 kHz.
Udsendelserne var politisk fastlagt foreløbig frem til udgangen af 2014  og fortsatte ifølge den ansvarlige DR-direktør Inger Bach også ind i det næste medieforlig fra 2015 , men de analoge udsendelser på mellembølgesenderen blev fra 27. juni 2011 overtaget af en ny højeffektiv  langbølgesender på 243 kHz med 50 kW , idet både den gamle mellembølgesender og reservesenderen var teknisk utilsvarende og dyre i drift. Den seneste frekvenstilladelse  for Kalundborg Radiofonistation gælder både analog (AM) og digital (DRM30 ) udsendelse af landsdækkende radio med fuld effekt.
Den nye langbølgesender var ikke i luften konstant, men sendte pausesignal og program i et antal sendeblokke . Det var muligt at modtage langbølgesignalet udendørs over en afstand af 800-1.000 km på en almindelig transistorradio eller bilradio med indbygget langbølgemodtager, modtagelse op til ca. 1.500 km var mulig ved at tilslutte modtageren en stationær eller maritim tråd-, ramme- eller aktiv antenne .
Senderen udstrålede fra 6.-12 september 2012 BBC-programmer med 10 kW i DRM  uden for DRs sendeblokke i forbindelse med den internationale broadcast-udstilling IBC 2012 i Amsterdam . Signalet blev på trods af den nedsatte sendeeffekt opfanget så langt væk som Japan .
DR sendte hvert år 4. maj frihedsbudskabet fra Kalundborg Radiofonistation i en timelang mindeudsendelse, der begynder efter Radioavisen 20:03. Det historiske budskab på DAB P5 blev fra og med 2012 blevet samsendt på langbølge 243 kHz, og kunne dermed igen høres over store dele af Europa.

## Langbølgeantennen
Den oprindelige sender i langbølgebåndet brugte en 160 m firetråds radioantenne imellem 9 m brede tværbomme, som blev båret af to 105 meter høje fritstående, jordforbundne stålgittermaster bygget af Nakskov Skibsværft. Senderen var tilsluttet antennetrådene i den nordlige ende, og trådene var forbundet til jord igennem en afstemningsspole i den sydlige ("multiple tuned" fladtop-antenne) .
I 1954 blev masterne forlænget til 118 m og forsynet med 23 m brede tværbomme, der bar otte toptråde. Det nordlige antennetårn blev topfødet og føder også toppen af det sydlige antennetårn gennem antennetrådene, der samtidigt virker som topkapacitans mod jord ("Alexanderson antenne"). En forlængerspole blev anbragt mellem fødepunkt og top på hver mast, så spændingen i bunden af masterne bliver nul, og de ikke behøver at være isolerede fra jord.
Senest blev tværbommene afkortet til kun to toptråde i april 2008, idet trådene samtidig er ført elektrisk næsten ned til jord i hver ende for at opretholde topkapacitansen. Afkortningen er sket for at levetidsforlænge masterne med henblik på fortsatte langbølgeudsendelser, idet langbølge i modsætning til mellem- og kortbølge kan dække et stort geografisk område døgnet rundt uden fading.
Under en klasse-4 orkan 28. oktober 2013 nåede vindstødene ved det nærliggende Røsnæs Fyr 50,3 m/s  (fuld orkan), og begge de tilbageværende toptråde på langbølgeantennen blæste ned, så langbølgesenderen var ude af drift fra klokken 17:35 til 8. november 2013 klokken 11:35.
Danmarks Radio ophørte med at sende langbølgeradio d. 31. december 2023 efter 97 år. Det sidste program på langbølge var Dronningens nytårstale.

## Mellembølgeantennen
Mellembølgesenderens antenne var en 147 m høj stålmast på spidsen af Gisseløre og med en højde på over en halv bølgelængde i stand til at tvinge nærfading-zonen uden for grænserne, så der var stabil indenlandsk feltstyrke. Masten var bundfødet og stod på en isolator. Bunden af masten var næsten i havniveau, og kunne derfor udnytte vandspejlet til at give ekstra god udbredelse af radiobølgerne. Masten blev bortsprængt 19. juni 2012 .
Antennen blev oprindeligt fødet gennem en ruse monteret på isolatorer over jorden, som senere blev erstattet af et nedgravet koaksialkabel.

## Kalundborgmodtager frekvensnormal
En Kalundborgmodtager var en frekvensnormal faselåst til Kalundborg Radiofonistations bærebølge på 243 kHz, som frem til 2011 (tidligere 245 kHz frem til 15. november 1982) blev styret af et atomur. Den er ikke at forveksle med en 'almindelig' radiomodtager - men derimod som en retmodtager efterfulgt af et faselåst kredsløb, hvorfra frekvensnormalen kunne fås.
Den mest kendte Kalundborgmodtager er konstrueret af Post & Telegrafvæsenet (det nuværende Styrelsen for Dataforsyning og Infrastruktur), og kan afgive frekvenser på blandt andet 1 og 10 MHz, f.eks som ekstern reference til frekvenstællere og andre måleinstrumenter, med en nøjagtighed på bedre end 10-12.
Kalundborgmodtageren er nu afløst af en modtager, som faselåses til DCF77-senderen i Frankfurt på 77,5 kHz (benyttet til radioure), eller referencemodtagere baseret på GPS-systemet.